# Vite ad alberello di Pantelleria
La vite ad alberello di Pantelleria (detta anche Alberello Pantesco) è un'antica e tradizionale forma di coltivazione della vite, impostata nei piccoli vigneti dell'isola di Pantelleria, in Sicilia, del vitigno a bacca bianca Zibibbo.
Il 26 novembre 2014 a Parigi l'UNESCO ha dichiarato la "Pratica agricola della coltivazione della vite ad alberello, tipica dell'isola di Pantelleria"", patrimonio immateriale dell'umanità.

## Storia
Il dossier, la cui documentazione tecnico-scientifica è stata curata dall'Istituto regionale Vite e Vino  e dal Ministero delle Politiche Agricole Alimentari e Forestali e coordinata dal prof. Pier Luigi Petrillo (che in precedenza aveva coordinato con successo le candidature all'UNESCO delle Dolomiti, della Dieta Mediterranea e dei Paesaggi vitivinicoli delle Langhe-Roero e Monferrato), è stato approvato all'unanimità da tutti gli Stati parte dell'UNESCO. Si tratta della prima pratica agricola al mondo ad ottenere questo prestigioso riconoscimento.
Nel 2016, a cura del comune di Pantelleria, nasce l'"Itinerario della Strada della Vite ad Alberello", un circuito di 37 chilometri che permette a turisti e visitatori di conoscere la complessità del contesto produttivo svelandone le interazioni suolo-clima-esposizione, le tecniche di allevamento e le pratiche colturali. 

## Coltivazione
L’alberello pantesco è basso e riparato da una conca di terreno realizzata per permettere la produzione di uva e preservare la vita stessa della pianta in condizioni climatiche avverse, che caratterizzano Pantelleria per 9/10 mesi l’anno. 
Tramandata attraverso istruzioni pratiche e orali in dialetto locale da generazioni di vinai e contadini di piccoli lotti di terreno dell’isola, la tecnica di coltivazione, abbastanza articolata, prevede diverse fasi e si conclude con la vendemmia a mano durante un evento rituale che inizia alla fine di luglio.  L'uva prodotta con questa coltivazione viene utilizzata per produrre il Passito di Pantelleria DOC.